# 島田晴夫
島田 晴夫（しまだ はるお、1940年12月19日 - 2022年4月30日/日本時間5月1日）は、日本のマジシャン。公益社団法人日本奇術協会名誉会員。四つ玉、鳩出し、傘出し、ドラゴンイリュージョンといった演技で知られる。東京都出身。

## 経歴
15歳のとき、デパートで手品の実演販売を見て、マジックを始めるようになる。その後、初代引田天功と出会い、彼に誘われてテンヨーのディーラー（実演販売する人）として働くようになった。当時は高校生だったため、昼は実演販売をして、夜は学校に行っていた。高木重朗と親交があり、彼からも奇術を習っていた。
17歳のころ、アメリカから帰国した石田天海に四つ玉の演技を認められ、週に1回の頻度で習いに行くようになる。19歳のときに昭和天皇の還暦祝いでマジックを披露した。
1960年頃になると、映画『ヨーロッパの夜』が公開され、そこでのチャニング・ポロックの鳩出しの演技が日本のマジシャンの間で話題になる。チャニング・ポロックはそこで7羽の鳩を出していたが、松旭斎天洋に「10羽出せたらリサイタルを開いてやる」といわれたため島田は本当に10羽の鳩を出現させるルーティンをつくり、約束通りにリサイタルを開いてもらった。
その後も鳩出しの演技は大きな支持を得て、米軍キャンプやキャバレーなどの仕事で十分な収入を得た。
1965年には日本を離れ、それ以降は主にオーストラリア、メキシコなどの日本国外で活動するようになる。イギリス滞在時には、鳩出しなど日本でおなじみの演目ではなかなか評判を得ることができず、日本人らしい演技を求め、和傘を出すルーティンを開発し、メキシコでまとめあげた。
マジックキャッスルで演技を終えたあと、すでに引退していたチャニング・ポロックからビバリーヒルズの彼の邸宅に誘われ、その後ポロックは島田のマネージャーとなった。しかし、ポロックから島田は「傘出しのルーティンは美しいがガッツが無い」との指摘を受ける。そのころ大阪で日本万国博覧会が催されており、そこで石見神楽の八岐大蛇に触発され、架空の動物などのファンタジックな要素をルーティンに組み入れたいと考えた。その後2年の歳月をかけて、ドラゴンを登場させたイリュージョン（ドラゴンイリュージョン）を開発し、ラスベガスなどで長期にわたって演じ続けた。
また、1973年にはフランスのオリンピアで開催されたFISM国際大会のガラショーに出演している。
1974年にマジックキャッスルが優れたマジシャンに贈る「マジシャン・オブ・ザ・イヤー」を受賞。
近年は日本へも度々帰国し、後進の指導にも尽力。二代目引田天功との共演では、初代から続く関係を懐かしむ姿が見られた。
2022年4月ごろから肝臓がんが悪化、いったん回復退院したがロサンゼルスで4月30日23時30分（日本時間5月1日）に死去したことを5月2日に日本奇術協会が発表。10月17日に日本奇術協会による「島田晴夫師を偲ぶ会」が如水会館で催された。没後は帯広市で手品に関する博物館「マジック・ミュージアム」を運営していた坂本和昭へ遺品を寄贈し坂本の博物館に展示する意向を示していたが、その後坂本の資料を移管する形でルスツリゾート内に2024年に設置された「マジック・ミュージアム」にドラゴンなどの小道具を展示する。